# Dupljaj
Dupljaj (en serbe cyrillique : Дупљај) est un village de Serbie situé sur le territoire de la Ville de Valjevo, district de Kolubara. Au recensement de 2011, il comptait 347 habitants.

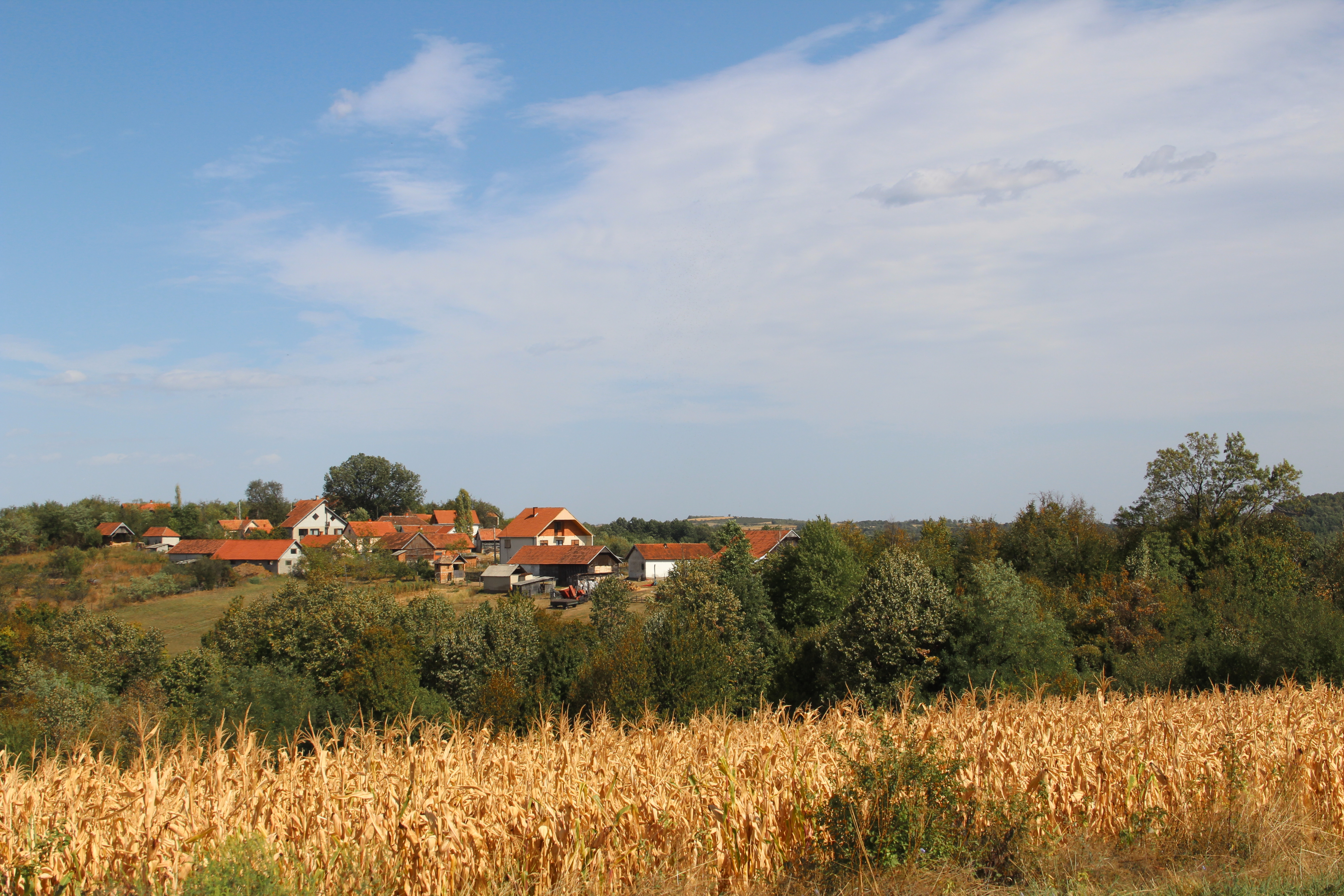
Dupljaj - Panorama
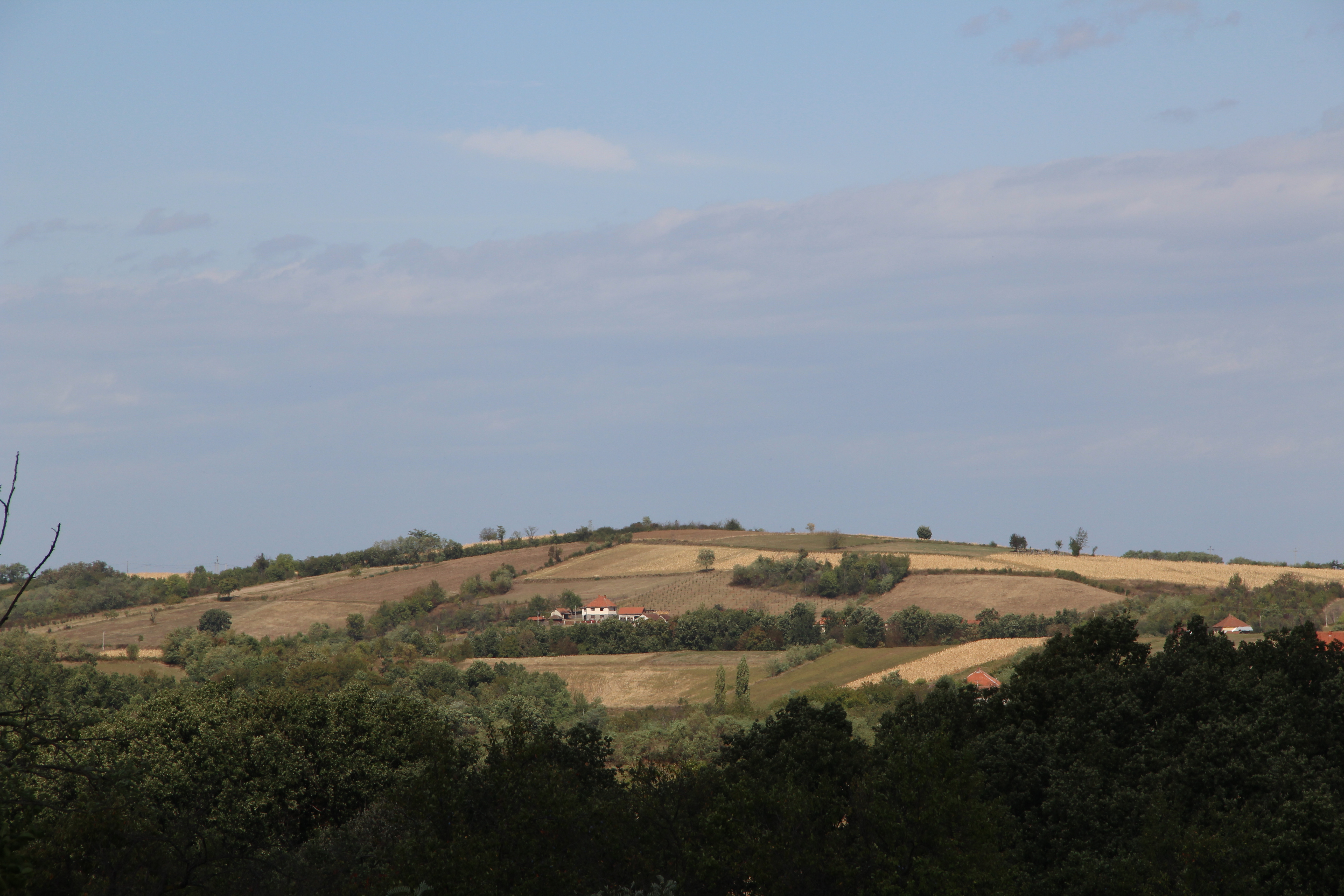
Dupljaj - Panorama
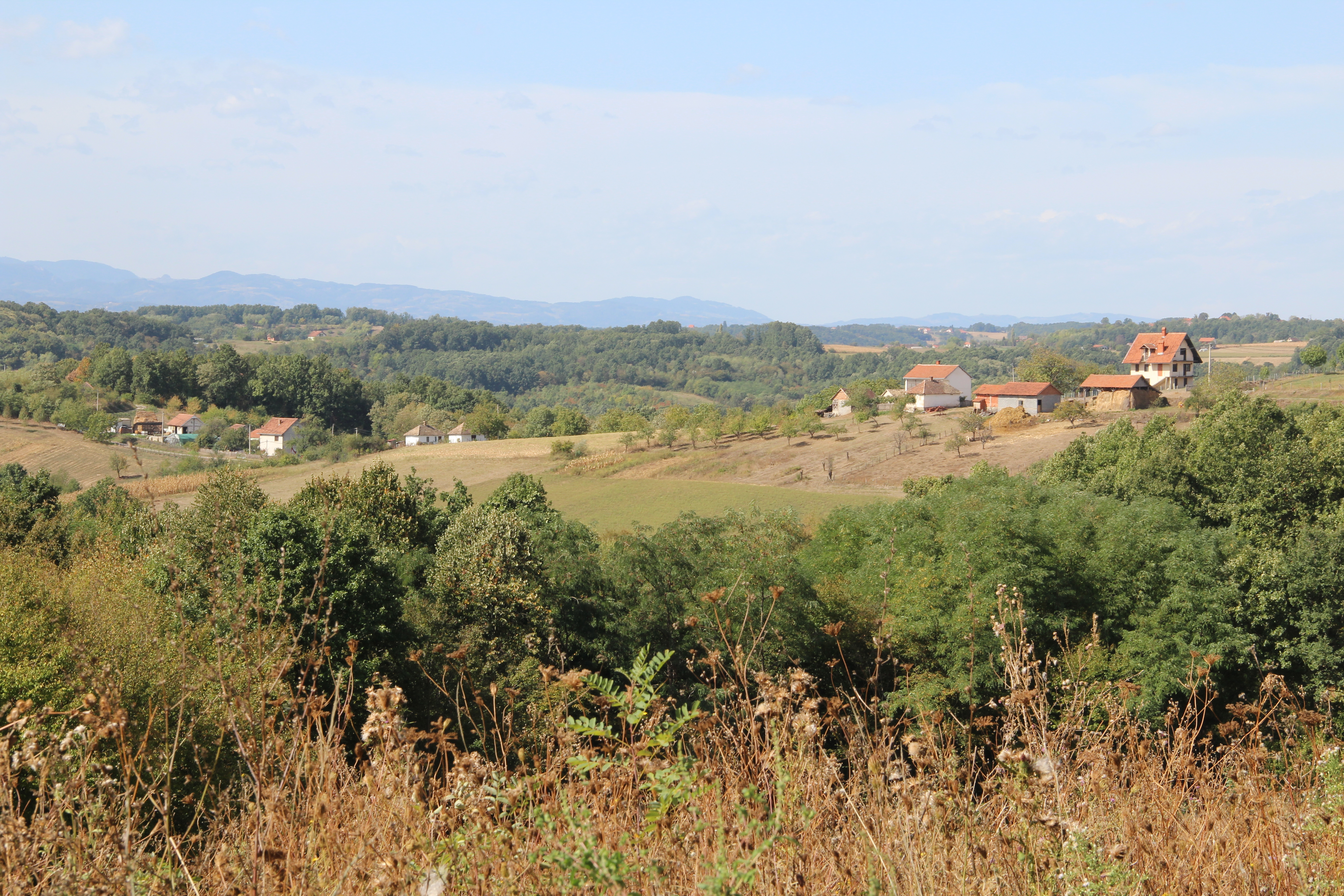
Dupljaj - Panorama
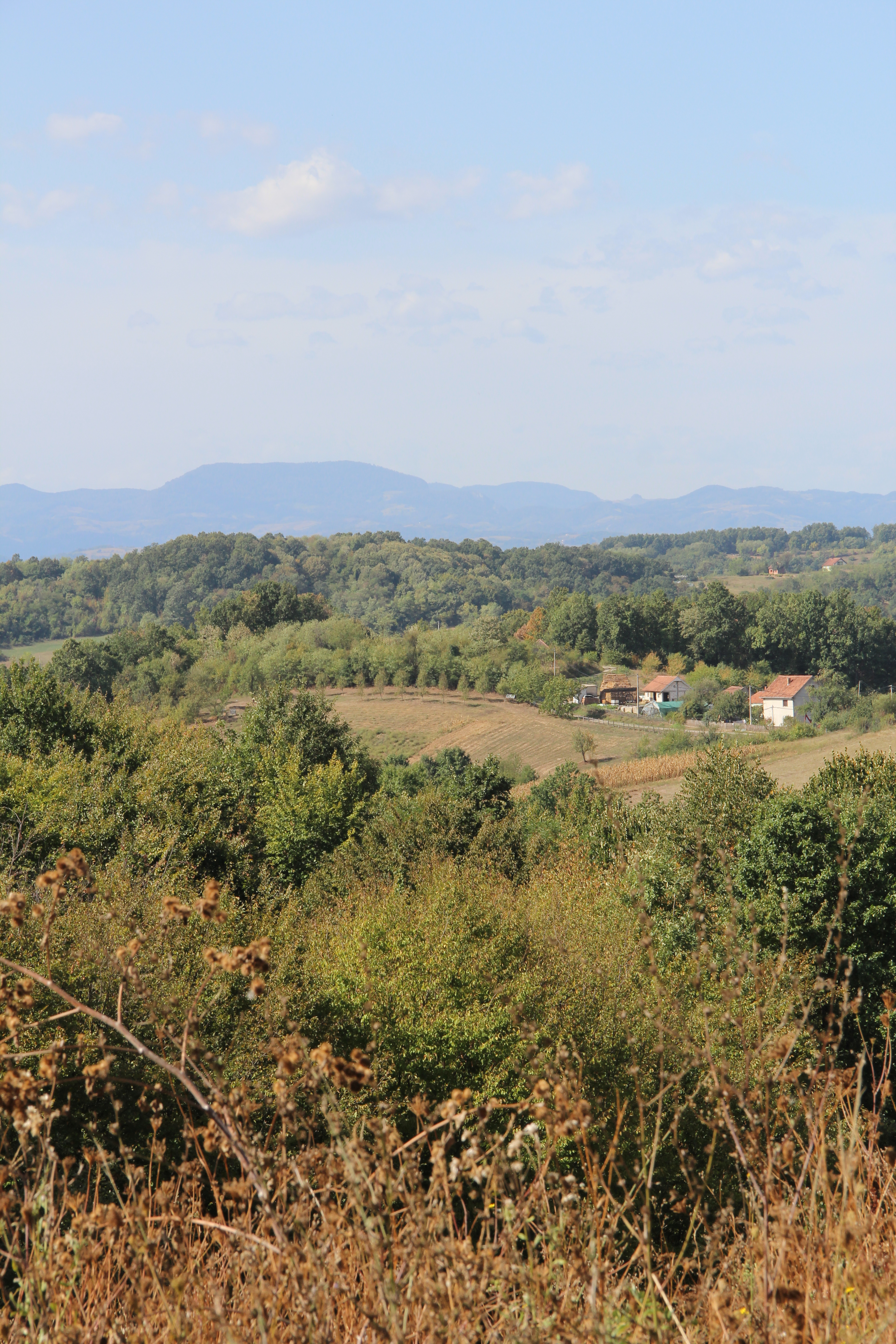
Dupljaj - Panorama
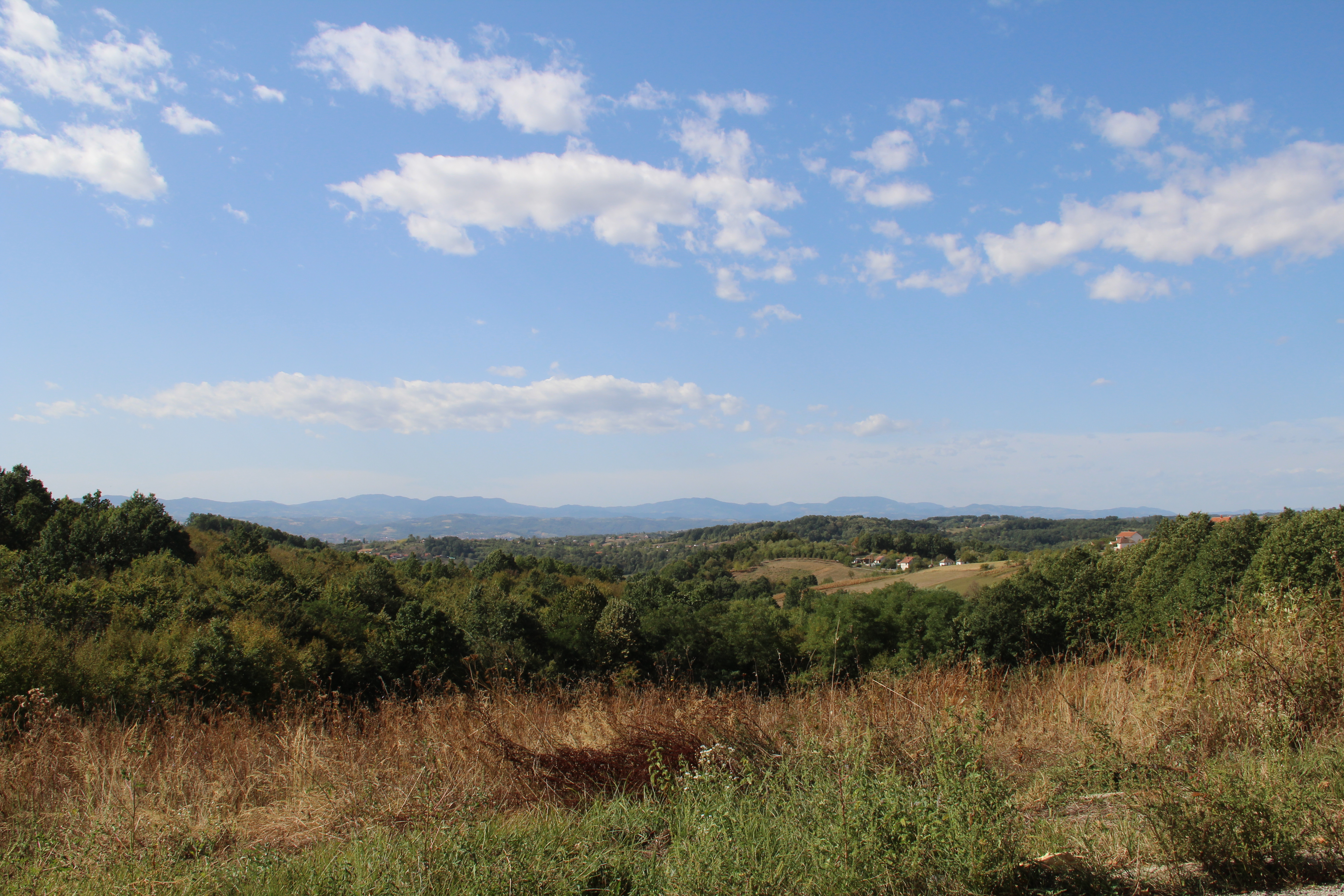
Dupljaj - Panorama
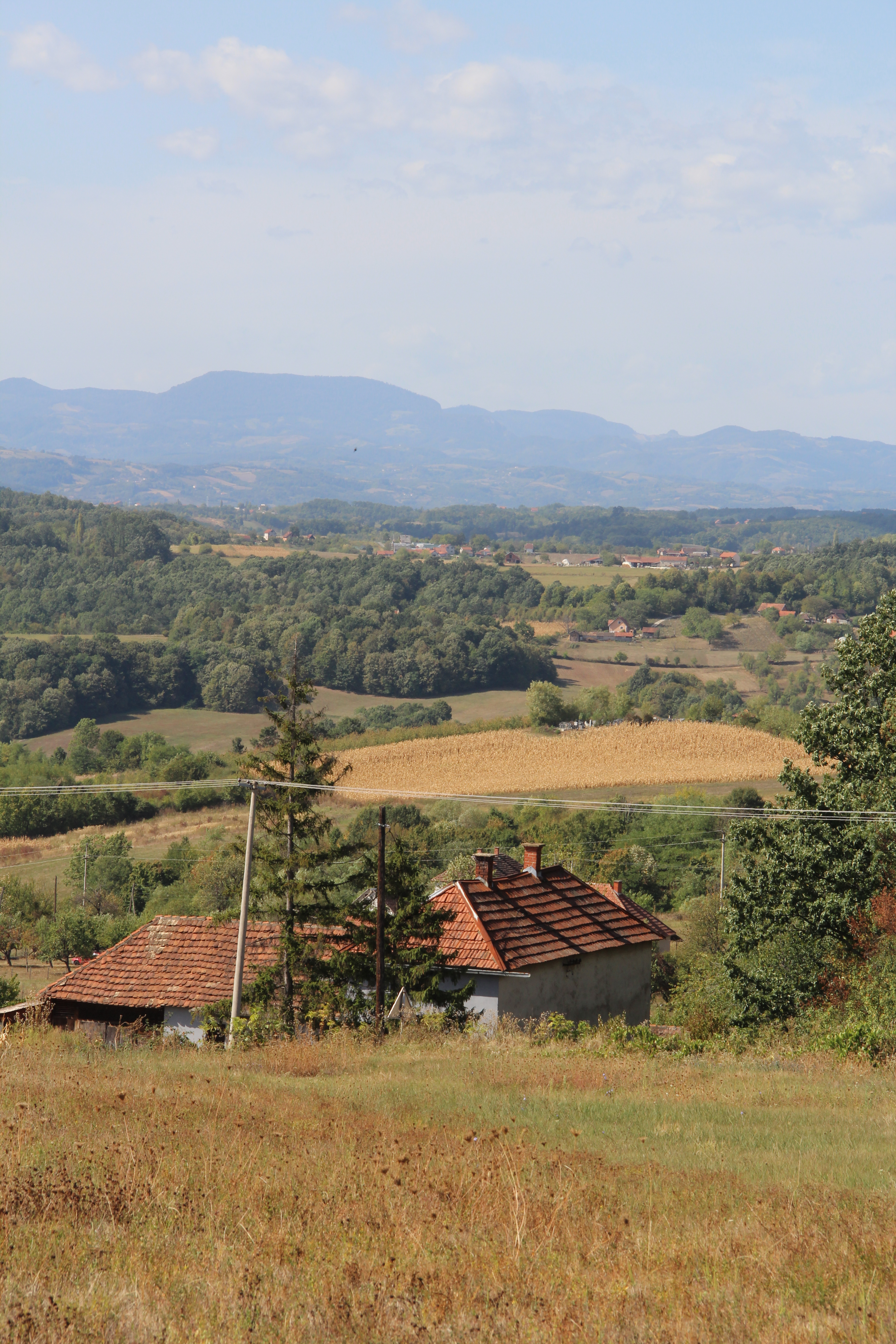
Dupljaj - Panorama
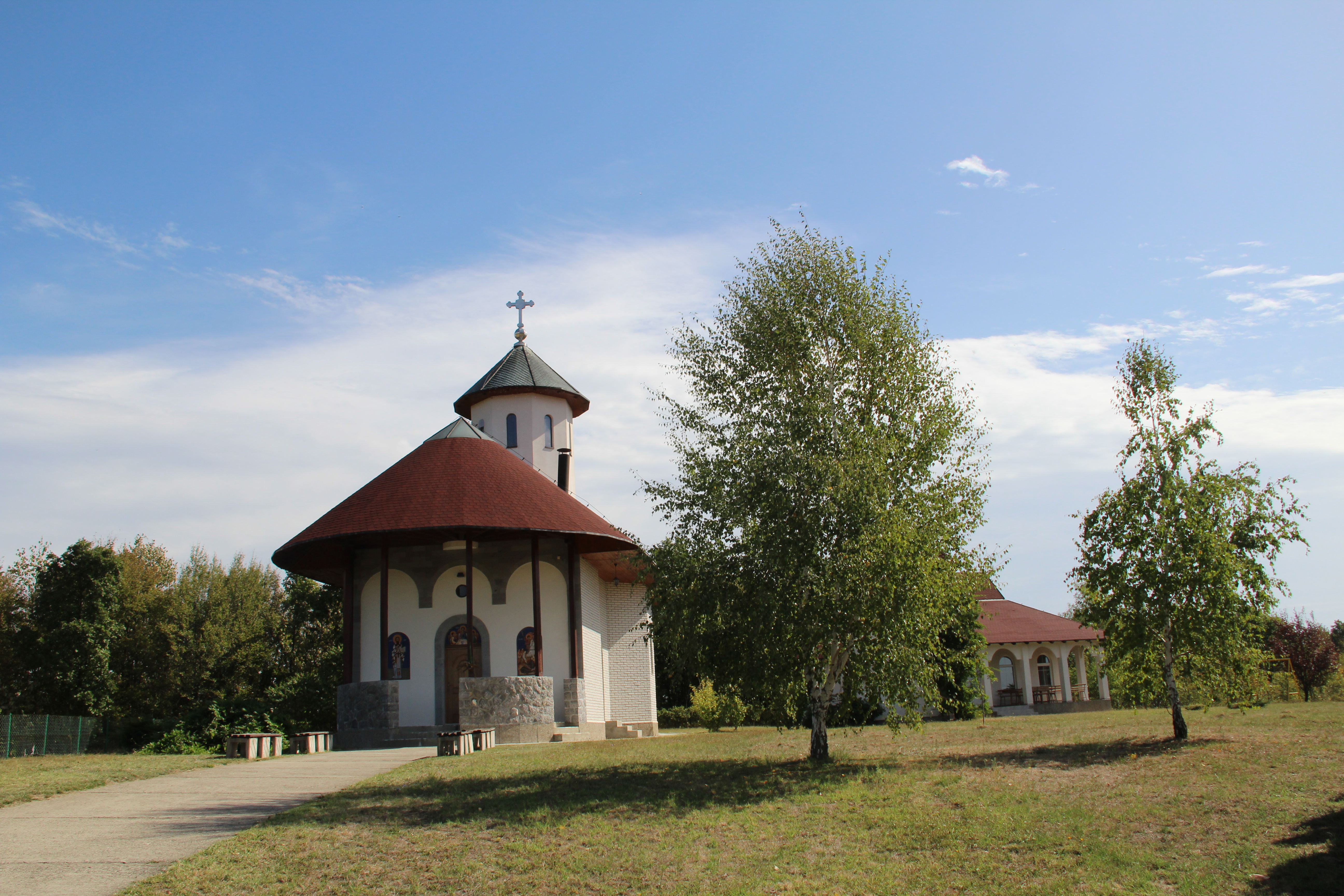
Dupljaj - église
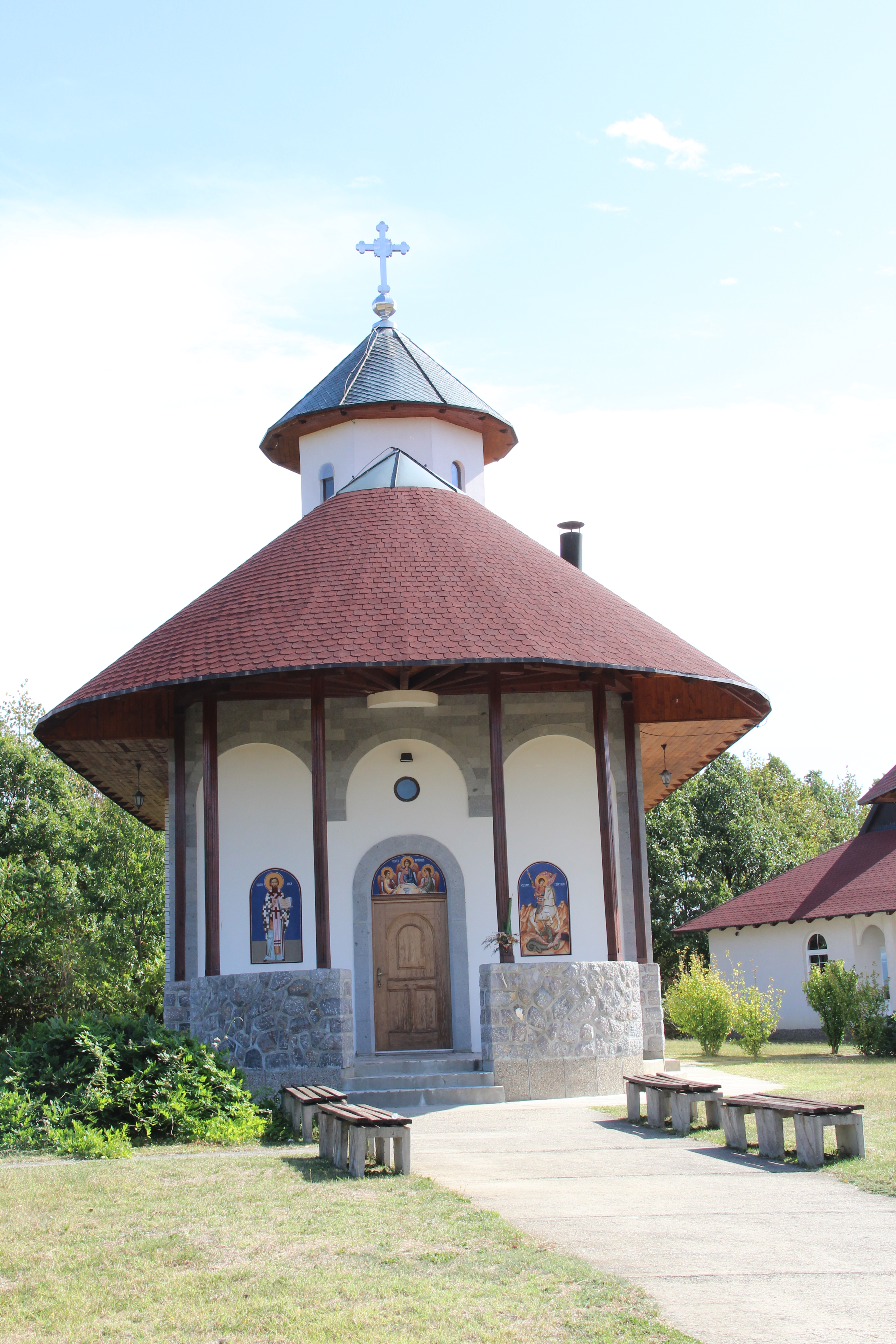
Dupljaj - église

## Démographie
| 1948 | 1953 | 1961 | 1971 | 1981 | 1991 | 2002 | 2011 |
| ---- | ---- | ---- | ---- | ---- | ---- | ---- | ---- |
| 736  | 760  | 720  | 666  | 601  | 524  | 452  | 347  |

|  |